# Hugo Salinas Price
Hugo Salinas Price (Bryn Athyn (Estados Unidos), 11 de marzo de 1932) es un empresario, inversionista y filántropo mexicano. Es el fundador de la cadena minorista Elektra, la cual inició sus operaciones como fábrica de electrodomésticos para la cadena Salinas y Rocha, una tienda fundada por su padre Hugo Salinas Rocha (1907-1997).  Tiempo después, Elektra empezó a ofrecer ventas directas de sus electrodomésticos a través de un modelo de pagos mensuales. En la actualidad, Hugo Salinas se encuentra retirado de las actividades empresariales, pero permanece activo como uno de los principales partidarios de la adopción de la plata como reserva nacional para México.
Salinas Price es presidente de la asociación Pro Plata.

## Biografía
Salinas Price nació el 11 de marzo de 1932 en Bryn Athyn, Pensilvania, la ciudad natal de su madre. Es hijo del empresario mexicano Hugo Salinas Rocha (1907-1997) y de la norteamericana Norah Price Waelchli. Se graduó de la Academy of the New Church Secondary Schools en 1949. Estudió en la Wharton School de la Universidad de Pensilvania, en el Instituto Tecnológico y de Estudios Superiores de Monterrey (ITESM) y derecho en la Universidad Nacional Autónoma de México (UNAM).

## Títulos profesionales
- Es el presidente honorario del Grupo Elektra desde el año 1993.
- De 1952 a 1987 fue director de la compañía.
- Es presidente de la Asociación Cívica Mexicana Pro-Plata Un.C., que fundó en 1997.